# Niels Bohr-medaljen
Niels Bohr-medaljen blev indstiftet i 1955, i anledning af Niels Bohrs 70-års fødselsdag, af den daværende Dansk Ingeniørforening, nu Ingeniørforeningen i Danmark, med henblik på årlig uddeling. Hærderen skulle tilfalde en international ingeniør eller fysiker, som har ydet store bidrag til fredelig udnyttelse af atomenergi.
Niels Bohr modtog selv den første medalje, som blev uddelt ti gange indtil 1982. I anledning af 100-året for offentliggørelsen af Niels Bohrs atommodel, uddeltes i 2013 en medalje til den franske professor Alain Aspect fra École Polytechnique i Palaiseau ved Paris, hvis arbejde har relation til Niels Bohrs virke. Modtageren blev udvalgt af en komite med rektor Jannik Johansen fra Frederiksberg Gymnasium som formand.

## Tidligere modtagere af Niels Bohr-medaljen
- Niels Bohr, 1955
- John Cockroft, 1958
- George de Hevesy, 1961
- P.L. Kapitza, 1965
- Isidor Isaac Rabi, 1967
- Werner Karl Heisenberg, 1970
- Richard P. Feynman, 1973
- Hans A. Bethe, 1976
- Charles H. Townes, 1979
- John Archibald Wheeler, 1982
- Alain Aspect, 2013
- Jens Kehlet Nørskov, 2018[1]
- Ewine van Dishoeck, 2022[2]